# David Livingstone Centre
David Livingstone Centre je muzej posvećen škotskom istraživaču i misionaru Davidu Livingstoneu. Izgrađen je na području stanovanja 24 obitelji, a danas je pretvoren u cijenjeni i proslavljeni muzej. Opisuje život Davida Livingstonea od djetinjstva u mjestu Blantyre, Južni Lanarkshire pa do Afričkih pustolovina. Muzej pokazuje njegove putove, medicinske usluge i afričke artefakte. 
Muzej se nalazi oko 10 milja južno od Glasgowa, a željeznica u mjestu Blantyre je 10 minuta hoda od muzeja.